# The Taming of the Shrew (film 1908)
The Taming of the Shrew è un cortometraggio muto del 1908 diretto da David W. Griffith. Una delle prime versioni della commedia di William Shakespeare, adattata da Griffith e da Harry Solter. Nello stesso anno, in Italia veniva girata La bisbetica domata, una pellicola diretta da Azeglio e Lamberto Pineschi.

## Produzione
Il film venne girato all'inizio negli studi della Biograph a New York il 1º ottobre 1908, con Arthur Marvin alla macchina da presa, per poi trasferirsi il 7 ottobre a Coytesville, nel New Jersey, con G.W. Bitzer che prese il posto di direttore della fotografia.

## Distribuzione
Il copyright del film, richiesto dall'American Mutoscope and Biograph Co., fu registrato l'11 novembre 1908 con il numero H118185.
Il film - un cortometraggio della durata di 17 minuti - uscì in sala negli USA il 10 novembre 1908 distribuito dall'American Mutoscope & Biograph Company; in Venezuela, venne ribattezzato con il titolo La fierecilla domada.
Copie della pellicola sono conservate negli archivi della Library of Congress (un positivo 35 mm, un negativo 16 mm e un positivo in 16 mm).